# Ivan Osterman
Le comte Ivan Andreïevitch Osterman (en russe : Иван Андреевич Остерман ; né le 4 mai 1725 à Saint-Pétersbourg, décédé le 19 avril 1811 à Moscou) est un diplomate et homme politique russe. Il fut chancelier impérial de 1796 à 1797 et ministre des Affaires étrangères de 1781 à 1797.

## Famille
Il est le fils du comte et amiral général Andreï Ivanovitch Ostermann (1686-1747).

## Biographie
Issu d'une famille allemande originaire de Westphalie (Ostermann), Ivan Andreïevitch Ostermann ne fut pas préparé à succéder à son père comme diplomate. Le marquis de Vérac décrivit le comte comme un être sans personnalité dans l'incapacité d'avoir une quelconque idée et dénué de toute conversation. « En résumé, Monsieur le Ministre, l'impératrice après Panine n'a pas de ministre ».
Après le coup d'État du 6 décembre 1741 qui fit monter Élisabeth sur le trône, Ostermann fut disgracié et condamné à mort. Sa peine fut commuée en bannissement à vie en Sibérie. Son fils, Ivan Andreïevitch Ostermann, quant à lui, fut transféré de la Garde impériale à un régiment de l'armée régulière, puis envoyé à l'étranger afin de poursuivre ses études.
Ivan Ostermann rentra au service de la Russie impériale en 1757. Il occupa des postes diplomatiques à Paris et à Stockholm où il exerça une grande influence sur le roi Gustave III de Suède. En 1774, le comte fut nommé sénateur et en 1781, ministre des Affaires étrangères, où il ne joua qu'un rôle secondaire à ce poste. Ses plus proches collaborateurs au Collège des Affaires étrangères furent le prince Bezborodko, le prince Zoubov et le comte Rostopchine, ces derniers détenant le pouvoir réel.
En 1796, Catherine II le nomma au poste de chancelier d'Empire, mais il fut une nouvelle fois la marionnette des vrais décideurs politiques. En 1797, Paul Ier le démit de ses fonctions.
Le comte Ostermann passa les dernières années de sa vie à Moscou. Mort sans enfants, son titre et son nom échurent à son neveu, le célèbre général Alexandre Ostermann-Tolstoï.